# 24217 Паульройдер
24217 Паульройдер (24217 Paulroeder) — астероїд головного поясу, відкритий 7 грудня 1999 року.
Тіссеранів параметр щодо Юпітера — 3,352.